# Édouard Écuyer de le Court
Graf Édouard Georges Amélie Charles Marie Joseph Wolfgang Césaire Écuyer de le Court (* 6. September 1901 in Ixelles; † 10. Februar 1951 in Crans-Montana, Schweiz) war ein belgischer Moderner Fünfkämpfer.
Écuyer de le Court belegte bei den Olympischen Sommerspielen 1928 in Amsterdam den 27. Platz. Bei seiner zweiten Olympiateilnahme in Berlin 1936 war er Fahnenträger der belgischen Mannschaft und konnte sich im Vergleich zu Amsterdam um zehn Plätze verbessern.